# Entente cordiale
L'Entente cordiale ("Intesa amichevole") fu l'accordo stipulato a Londra l'8 aprile 1904 tra Francia e Regno Unito per il reciproco riconoscimento di sfere d'influenza coloniale. Il trattato definì principalmente l'influenza francese sul Marocco e quella inglese sull'Egitto, segnò la fine di secoli di contrasti e conflitti tra Francia e Gran Bretagna e fu una prima risposta al riarmo navale della Germania.
L'accordo costituì un passo decisivo verso la costituzione della Triplice intesa che, nata dopo l'Accordo anglo-russo per l'Asia del 1907, avrebbe incluso anche la Russia.

## I primi passi verso l'intesa
All'inizio del XX secolo l'antagonismo che aveva diviso Francia e Gran Bretagna dall'età napoleonica, si stava progressivamente trasformando in amicizia. Gli inglesi avevano infatti cominciato a temere la concorrenza della Germania e l'agitazione dell'imperatore Guglielmo II aveva finito per aprire loro gli occhi sulla prosperità minacciosa dell'Impero tedesco e sulla sua flotta sempre più potente. D'altro canto, il ministro degli Esteri francese Théophile Delcassé, ostile alla Germania, con coraggio e tenacia era riuscito a tessere una trama i cui risultati cominciavano a manifestarsi.
Mentre in Gran Bretagna cresceva il sentimento anti-tedesco, cresceva anche la francofilia: da re Edoardo VII in giù, coinvolgendo molti funzionari influenti del Ministero degli Esteri. Così che, anche l'uomo di governo probabilmente più vicino a Berlino, il Ministro delle Colonie Joseph Chamberlain, dopo aver fallito un avvicinamento diplomatico alla Germania, cominciò a convincersi che occorreva un accomodamento con la Francia.
Alla fine del 1902, una ribellione contro il Sultano del Marocco Mulay Abdelaziz IV, fornì l'opportunità di affrontare la questione degli interessi inglesi e francesi in quel Paese. Il cancelliere tedesco Bernhard von Bülow non apparve allarmato dalle trattative appena iniziate che, in effetti, procedevano molto lentamente. L'opinione pubblica francese era ancora molto anglofoba e il ministro Delcassé intavolò con il governo britannico trattative abbastanza difficili; ma, all'inizio di maggio, re Edoardo VII d'Inghilterra visitò Parigi e poco tempo dopo il Presidente francese Émile Loubet ricambiò con una visita a Londra, che suscitò grande entusiasmo.

### Le visite di Edoardo VII e Loubet

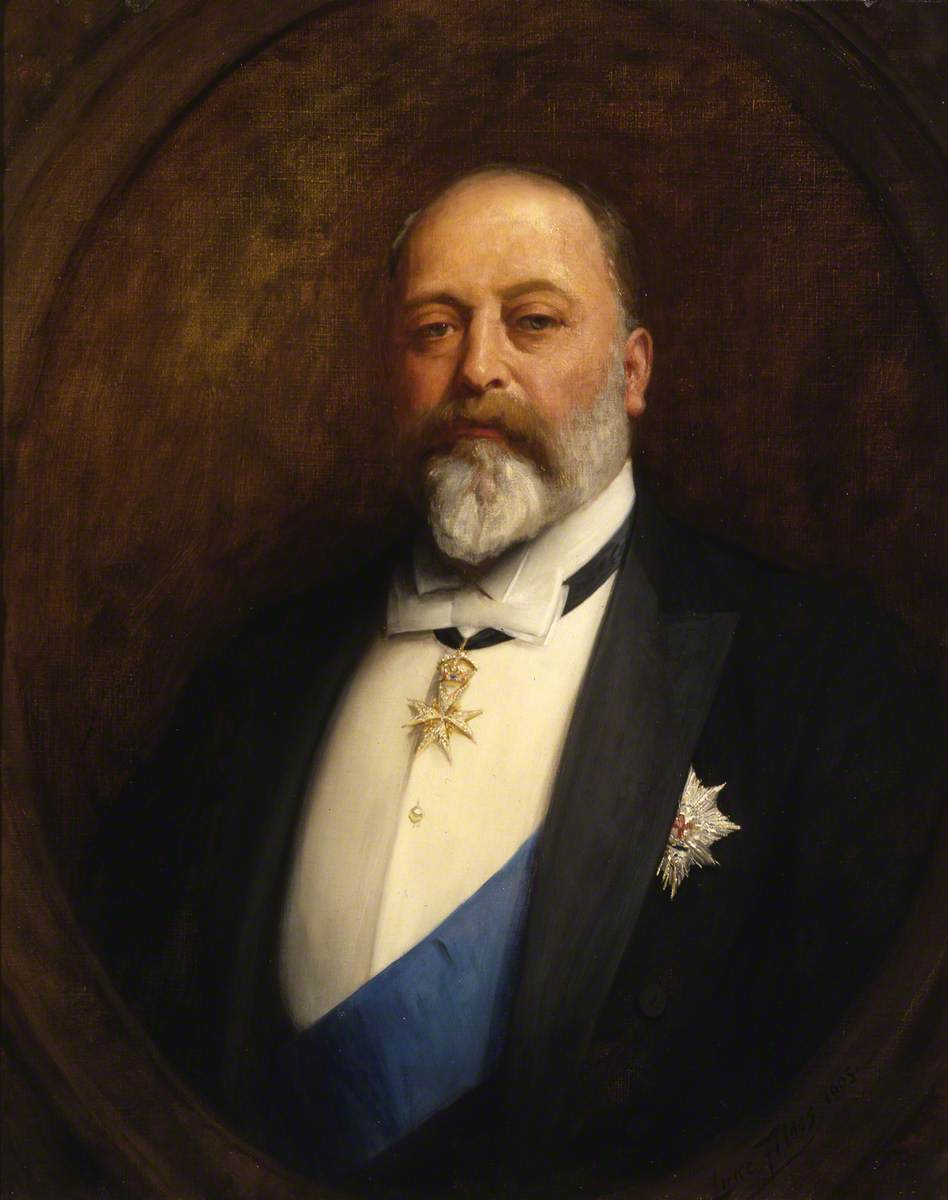
Edoardo VII del Regno Unito

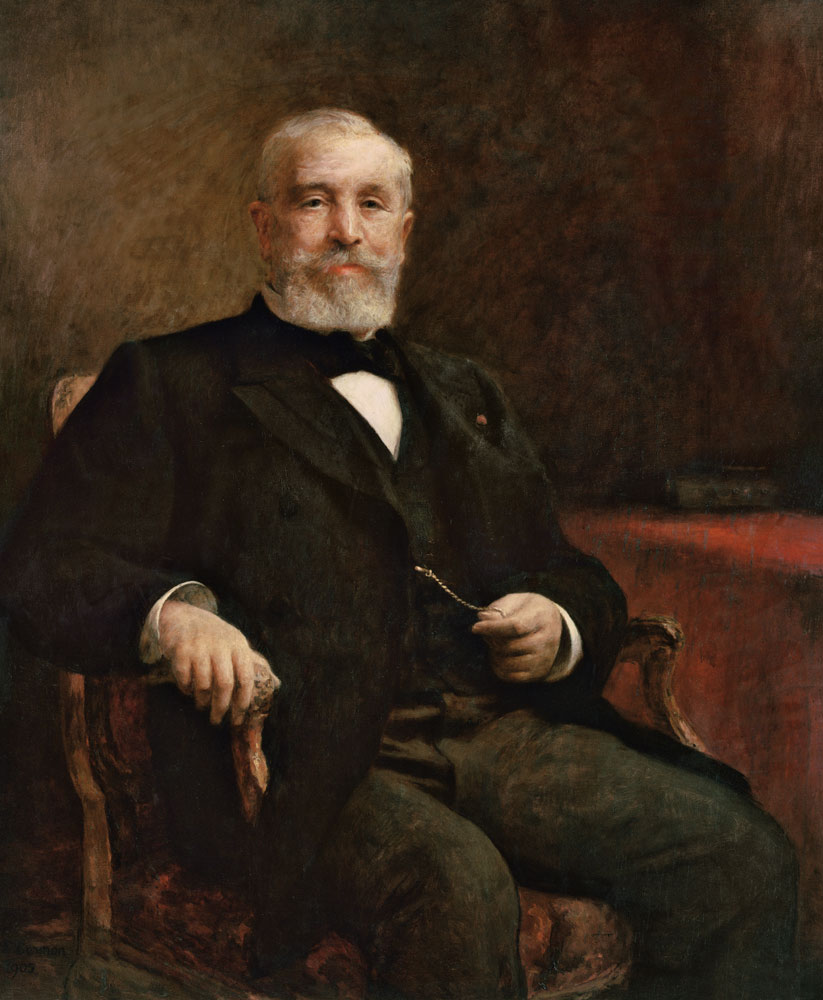
Il Presidente francese Émile Loubet

Il merito principale dell'intesa anglo-francese viene, in generale, attribuito alla decisa volontà e all'accorgimento di re Edoardo VII d'Inghilterra. Arrivato a Parigi il 1º maggio 1903, il re ebbe un'accoglienza piuttosto fredda ma ad una delegazione britannica dichiarò che l'amicizia e l'ammirazione degli inglesi per la nazione francese potevano allargarsi e divenire un sentimento di unione fra le popolazioni dei due Paesi. All'indomani, all'Eliseo disse: «Il nostro vivo desiderio è di marciare fianco a fianco con voi sulle vie della civiltà e della pace». Queste attestazioni di amicizia non potevano riuscire indifferenti, tanto più che il re conduceva con sé un alto funzionario del Foreign Office, Charles Hardinge.
Ma fu due mesi dopo che l'intesa fece il passo decisivo, quando, il 6 luglio, il presidente della Repubblica francese Loubet giunse nella capitale britannica accolto nel modo più lusinghiero. Al pranzo di Buckingham Palace re Edoardo parlò dei sentimenti di affetto che i suoi concittadini nutrivano per la Francia, e nel suo telegramma di congedo espresse il suo “ardente desiderio” di veder realizzato al più presto il riavvicinamento fra i due Paesi.
Uno dei motivi dell'interesse di Londra per l'intesa era la debolezza della Gran Bretagna nel Mediterraneo. Gli inglesi infatti erano ormai coscienti dei pericoli di un impegno troppo vasto nell'area nordafricana e cercavano un partner con cui dividerne gli oneri. Si apriva così la strada per un'intesa molto ampia.

## I tentativi del Kaiser
Se il cancelliere Bülow guardava con scetticismo e con una certa dose di superiorità alla questione, il suo imperatore, Guglielmo II, usò tutti i suoi mezzi per ostacolarne gli sviluppi. Il Kaiser cercò di seminare sospetti ricordando all'addetto navale francese l'episodio di Fascioda e profetizzando la scomparsa politica di Chamberlain, che lasciò effettivamente il ministero delle colonie nel 1903. «Verrà il giorno», assicurava il Kaiser agli interlocutori francesi, «in cui dovrà essere ripresa l'idea di Napoleone del blocco continentale. Egli cercò di imporlo con la forza; con noi dovrà essere basato sui comuni interessi che abbiamo da difendere».
Guglielmo scrisse allo zar Nicola II di Russia che la coalizione di Crimea stava per ricostituirsi contro gli interessi russi in Oriente: «I Paesi democratici retti a maggioranza parlamentare contro le monarchie imperiali»; e mentre passava in rivista le truppe ad Hannover, ricordò che a Waterloo i tedeschi avevano salvato i britannici dalla sconfitta.
Questi goffi tentativi di mettere discordia fra le nazioni certamente seminarono sfiducia e sospetti, non reciproci però, ma nei confronti della Germania. E neanche lo scoppio nel febbraio del 1904 della Guerra russo-giapponese, che avrebbe dovuto creare tensione fra la Francia alleata della Russia e la Gran Bretagna alleata del Giappone, fermò i diplomatici di Londra e Parigi.

## Le trattative

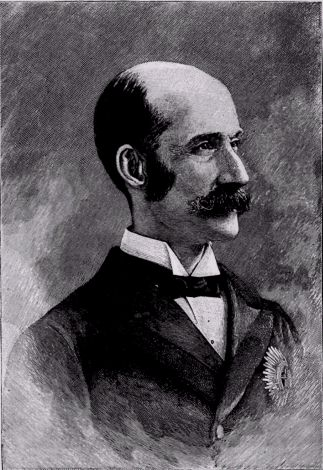
Lord Lansdowne, ministro degli Esteri britannico

Occorsero nove mesi, dal luglio del 1903 all'aprile del 1904, per definire con precisione l'accordo. Il punto principale delle trattative era costituito dal Marocco. In un primo tempo il ministro Delcassé mirò al mantenimento dello status quo: la Gran Bretagna avrebbe dovuto semplicemente disinteressarsi del Marocco così da consentire alla Francia di persuadere il Sultano a ricorrere al suo aiuto per soffocare le rivolte. Da lì, il passo al protettorato sarebbe stato breve. Il ministro degli Esteri britannico Lansdowne si dimostrò abbastanza consenziente. Chiese però due condizioni: che anche gli interessi della Spagna fossero presi in considerazione (temendone altrimenti un avvicinamento alla Germania) e che la costa del Marocco di fronte a Gibilterra non fosse fortificata. Inoltre, sull'Egitto, a cui la Francia aveva definitivamente rinunciato nel 1899, Lansdowne chiese la collaborazione di Parigi per una penetrazione economica che avrebbe consentito al governatore Cromer (1841-1917) di realizzare i suoi piani di ricostruzione finanziaria.
A Delcassé quest'ultima richiesta sembrò eccessiva. Cercò di rinviare la questione, dapprima tentando di evitarla, poi proponendo che il ritiro delle attività francesi dall'Egitto avvenisse di pari passo con i progressi fatti in Marocco. Ma Lansdowne rimase inflessibile e la Francia dovette cedere. Contemporaneamente l'infaticabile Delcassé negoziava con l'ambasciatore spagnolo a Parigi, Fernando León y Castillo (1842-1918), per definire i diritti e gli interessi della Spagna nel Marocco. Tali diritti sarebbero stati salvaguardati in cambio del riconoscimento spagnolo della supremazia politica francese sul Marocco. Le trattative furono assai difficili poiché gli spagnoli non vollero ammettere la fine della loro missione storica che dal tempo della Cacciata dei Mori vedeva il Marocco come un loro dominio. Così scrisse il funzionario del Ministero degli Esteri francese Maurice Paléologue: «L'ambasciatore Leon y Castillo, marchese del Muni, spiega un vigore e un'agilità notevole nel patrocinare la sua causa, che ha contro di sé tutte le forze della realtà».

## La firma del patto

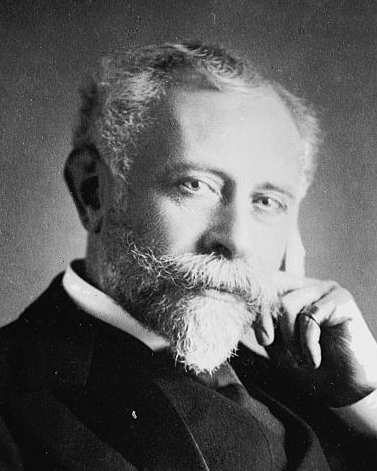
L'ambasciatore francese a Londra Paul Cambon

Il momento storico e lo spirito dell'accordo sono tratteggiati in modo esemplare da Paléologue che scrive: «Venerdì, 8 aprile 1904. Oggi il nostro ambasciatore a Londra, Paul Cambon, e il segretario di Stato al Foreign Office, lord Lansdowne, hanno firmato l'accordo franco-inglese, e precisamente: 1° una Dichiarazione concernente l'Egitto e il Marocco; 2° una Convenzione concernente Terranova e l'Africa; 3° una Dichiarazione concernente il Siam, Madagascar e le Nuove Ebridi. Questo grande atto diplomatico tocca dunque moltissime questioni, risolvendole con spirito di equità; nessuna divergenza, nessun litigio rimane fra i due Paesi. Tra tutte le stipulazioni la più importante è quella che riguarda l'Egitto e il Marocco: noi abbandoniamo l'Egitto all'Inghilterra, che da parte sua abbandona a noi il Marocco. L'accordo appena concluso [...] apre nei rapporti franco-inglesi un'era nuova; è il preludio ad un'azione comune nella politica generale d'Europa. È esso diretto contro la Germania? In modo esplicito, no. Ma implicitamente, sì: poiché alle mire ambiziose del germanesimo, ai suoi confessati disegni di preponderanza e di penetrazione, oppone il principio dell'equilibrio europeo».
C'è da ricordare, però, che la situazione delle due potenze nei due Paesi africani oggetto del loro interesse non era uguale. La Gran Bretagna era già in una posizione dominante in Egitto (protettorato inglese dal 1882) mentre la Francia non aveva ancora il controllo del Marocco. Alla Gran Bretagna bastava mantenere, quindi, lo status quo, mentre alla Francia, che aveva serie intenzioni di colonizzazione, si apriva una strada irta di conflitti diplomatici, soprattutto con la Germania.
Altro elemento del trattato fu la rinuncia della Francia ai diritti di pesca esclusivi detenuti a ovest dell'isola di Terranova. In cambio Londra cedette a Parigi le isole di Los al largo della Guinea francese, effettuava una rettifica dei confini alla destra del fiume Niger e presso il lago Ciad; oltre a riconoscere alla Francia un'indennità. Vi fu anche un accomodamento della situazione in Siam, diviso in tre zone d'influenza; e delle Nuove Ebridi, nell'Oceano Pacifico, per le quali vennero fissate le modalità di un'amministrazione congiunta. Infine, seguivano convenzioni concernenti anche il Madagascar e la zona del Gambia e del Senegal.

## Le reazioni in Germania

### Il Cancelliere Bülow e ilReichstag
Nonostante negli articoli 1 e 2 del trattato, le due nazioni firmatarie si impegnassero a non violare l'assetto istituzionale vigente in Marocco ed Egitto, vi furono numerose interpellanze al Reichstag, secondo cui l'accordo metteva la Germania in una situazione penosa e umiliante per i privilegi ottenuti dalla Francia. Il Cancelliere Bülow il 12 aprile così rispose al parlamento tedesco: «Non abbiamo nessun motivo di supporre che questa convenzione sia diretta contro una potenza in particolare. Pare si tratti semplicemente di un tentativo per far sparire [...] tutte le divergenze che sussistono tra la Francia e l'Inghilterra. Dal punto di vista degli interessi tedeschi, non abbiamo nulla da obiettare a questa convenzione. [...] Per quello che concerne [...] il Marocco, i nostri interessi in quel Paese [...] sono di natura soprattutto economica. Quindi anche noi abbiamo grande interesse che l'ordine e la pace regnino in quel Paese».
In segretezza però, Bülow, con l'ambasciatore tedesco a Londra Paul Metternich (1853-1934) cercò di capire fino a che punto la Gran Bretagna si sarebbe impegnata con la Francia, in caso di guerra per esempio. Su questo punto, l'”eminenza grigia” del governo imperiale tedesco, il consigliere Friedrich von Holstein, riteneva addirittura che la Gran Bretagna volesse vedere la Francia occupata dalla Germania per avere mano libera nel mondo, e che quindi mai il governo britannico si sarebbe schierato in armi a fianco della Francia.

### La rassegnazione di Guglielmo II

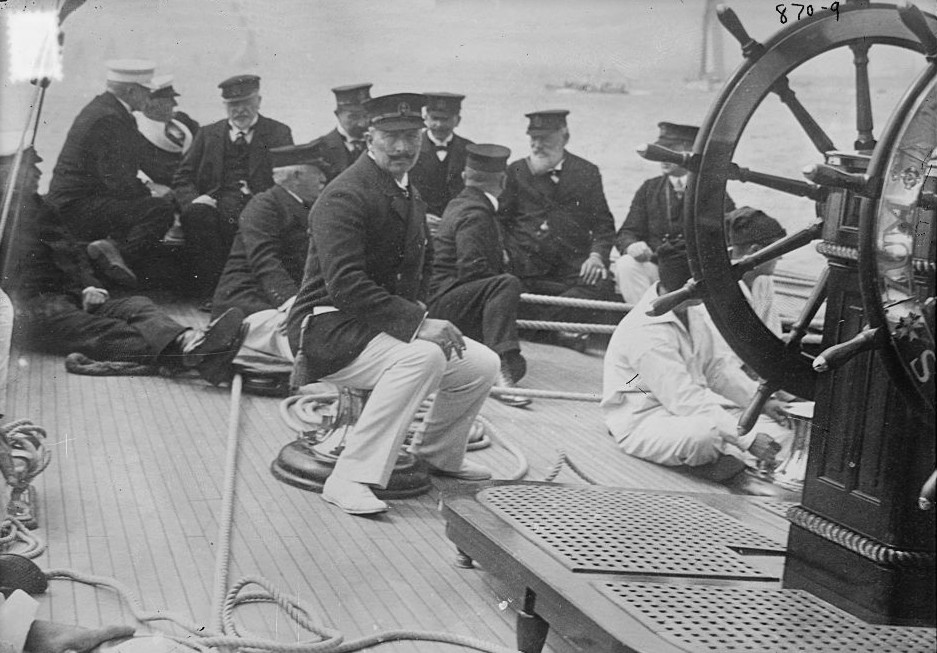
Guglielmo II sullo yacht Meteor nel 1913

Guglielmo II, in crociera nel Mediterraneo, apparve invece rassegnato allo smacco, ma volle, data la circostanza della visita del presidente della repubblica francese Émile Loubet in Italia in quei giorni, incontrarlo. Bülow lo convinse a stento a non esporsi paventandogli il sicuro rifiuto di Loubet che, data la situazione internazionale, lo avrebbe messo in ridicolo.
Nonostante il comportamento di Bülow al Reichstag e la rassegnazione dell'Imperatore, l'opinione pubblica tedesca non tollerava l'accordo anglo-francese e persisteva nel vedervi una perdita di prestigio per la Germania. Nei circoli nazionalisti si sperava in una rettifica della posizione di Bülow da parte dell'Imperatore. Ancora in crociera, Guglielmo II, invece, scriveva (il 19 aprile da Siracusa) al suo Cancelliere che i francesi senza compromettere la loro alleanza con la Russia erano riusciti a farsi pagare a caro prezzo l'amicizia con l'Inghilterra; che l'accordo riduceva considerevolmente i punti d'attrito fra le due nazioni e che i toni della stampa inglese dimostravano che l'ostilità nei confronti della Germania non diminuiva.
Con l'Entente Cordiale cominciarono a delinearsi quegli schieramenti che, confermati e rafforzati con le crisi di Tangeri e di Agadir, con la Conferenza di Algeciras e con l'Accordo anglo-russo per l'Asia, rispecchieranno poi le alleanze contrapposte della prima guerra mondiale.